# Kampa (Prag)
Kampa ist eine 2,65 ha große Insel in der Moldau in der tschechischen Hauptstadt Prag. Sie wird im Westen durch den künstlichen Seitenkanal Čertovka (Teufelsbach) von der Prager Kleinseite getrennt. Die erste schriftliche Erwähnung stammt aus dem Jahr 1169.

## Lage
Das südliche Ende Kampas befindet sich wenige Meter oberhalb des Most Legií (Brücke der Legionen). Die Čertovka wird hier unterirdisch aus der Moldau auf das linke Moldauufer geleitet und ist erst nach wenigen Metern an der Oberfläche zu sehen. Bevor die Čertovka wieder in die Moldau mündet und somit das nördliche Ende Kampas markiert, unterquert der Kanal die Karlsbrücke, die von der Insel über eine Treppe erreichbar ist. Insgesamt führen fünf gemauerte Brücken auf die Moldauinsel.
Kampa teilt sich in zwei Bereiche mit verschiedenen Landschaftsbildern. Den südlichen Teil der Insel bildet der Kampa-Park, mit weiten Grünflächen und dem Museum Kampa, in dem Moderne Kunst aus Mitteleuropa gezeigt wird. Der nördliche Teil der Insel hingegen ist bebaut. Die Häuser hier liegen direkt an der Čertovka, weshalb die Insel, vornehmlich vom Prager Fremdenverkehrsamt, auch als „Pražské Benátky“ (Prager Venedig) bezeichnet wird.

## Geschichte
Kampa ist eine künstliche Insel, die entstand, als die Čertovka angelegt wurde, die viele Jahrhunderte als Mühlbach genutzt wurde. Heute existieren noch zwei hölzerne Mühlen. Das große Mühlenrad gehörte der ehemaligen Großprior-Mühle und stammt vermutlich aus dem Jahr 1400. Das Museum Kampa wurde 2003 in einer stillgelegten Mühle eröffnet.
Nachdem die Kampa lange Zeit ein großes Gartengelände war, begann die Bebauung nach dem Brand der Prager Burg im Jahr 1541. Die Trümmer, die auf der Insel aufgeschüttet wurden, dienten als Bausubstanz. Anfangs wurde die Insel von Leuten der Unterschicht bewohnt, ab dem 17. Jahrhundert begannen sich Adelige niederzulassen. Aus dieser Zeit stammen einige erhaltene Häuser auf dem Hauptplatz der Kampa.